# 刘桂娟
刘桂娟（1965年－），曾用名刘冰冰，天津市人，中国京剧演员，著名程派青衣，程派五小之一，天津青年京剧团演员，国家一级演员，梅花奖获得者。

## 人物经历
1975年考入天津市戏曲学校，工青衣，兼学花旦和刀马旦，1981年毕业。1984年进入新成立的天津市青年京剧团。1985年获得《天津日报》举办“希望杯”流行歌曲大奖赛，出版过流行歌曲演唱专辑磁带，在此期间改名“刘冰冰”。
1986年时任天津市长的李瑞环邀请京剧程派表演大师李世济来天津传授技艺，1987年李世济正式收刘桂娟为徒。
1987年全国青年京剧演员电视大选赛最佳表演奖，从此走红。1996年考入中国戏曲学院开设中国京剧优秀青年演员研究生班，2000年毕业。1999年，《戏剧电影报·梨园周刊》主办“评说五小程旦”活动。刘桂娟与李海燕、张火丁、迟小秋、李佩红共同荣获“五小程旦”称号。
2007年获第24届中国戏剧梅花奖。

## 争议
2015年4月20日，在微博发表博文配上《锁麟囊》剧照：“这一头点翠头面，十几年前买的，花了12万银两，今天即使是40多万人民币也买不到了，80只翠鸟翅膀下的一点点羽毛，经过点翠师傅的加工，变成有流动光泽的头面，永不褪色。”遭动物保护人士指责。